# Пећина Коренатац
Пећина у клисури Коренатац је пећина која се налази код села Горње Каменице, општина Књажевац, позната је као врелска пећина дужине 218 м. Састоји се из више пећинских канала у различитим нивиоима и дворанама у којима је било значајног обрушавања. Пећина Коренатац је активна, врелска пећина чији се улаз налази на излазу Трговишког Тимока из клисуре по којој је и пећина добила име. Пећински улаз се налази испод магистралног пута Књажевац-Кална-Пирот, а може му се приступити споредним, макадамским путем за Калну. Улаз у пећину Коренатац лежи на 330м надморске висине, на десној  страни у нивоу Трговишког Тимока, у клисури Коренатац. Клисура је дуга 5,5 км, и почиње након ерозионог проширења Трговишког Тимока у котлини у којој је насеље Кална. Геолошка грађа околине пећине је веома разноврсна и сложена.Десна страна слива Трговишког Тимока изграђена је од палеозојских шкриљаца и пермских пешчара.Низоводно од Калне, ка Горњој Каменици, налази се уска зона баремских масивних и банковитих кречњака, са десне долинске стране, и зона аптских кречњака, са леве стране.

## Истраживање
Прелиминарна истраживања пећине Коренатац, указује на то да се ради о активној врелског пећини развијеној на најмање три нивоа које издвајамо као засебне морфолошке целине. Прва целина, односно први ниво пећинских канала, представља ниво крашке издани, односно ниво вода које се појављује у улазном делу пећине. Друга целина је углавном представљена сувим везним каналима и дворанама у којима је било значајног обрушавања блокова са таванице и која је на неколико места повезана са првом, потопљеном зоном. Улаз у пећину Коренатац је неправилног трепезоидног облика, ширине 7м. На улазу у пећину формирано је мање језеро из којег вода отиче ка кориту Трговишког Тимока. Након преласка језера иза бране, долази се у проширење које представља главни пећински канал у овом делу пећине, просечне ширине 3-4 а висине до 4 м. 